# Deux Mafiosi contre Goldginger
Pour plus de détails, voir Fiche technique et Distribution.
Deux Mafiosi contre Goldginger (Due mafiosi contro Goldginger) est une comédie d'espionnage italienne réalisée par Giorgio Simonelli et sortie en 1965

## Synopsis
Le patron de la mafia et homme d'affaires Goldginger projette en secret de dominer le monde grâce à une série de dispositifs de contrôle mental qu'il a mis au point et qu'il entend installer sur les principaux dirigeants de la planète.
Les cousins photographes Franco et Ciccio La Pecora, de nature très gentille et irrévérencieuse, sont emprisonnés pendant une journée de travail par les hommes de Goldginger. Les deux, cependant, sont libérés par  Marlène, une espionne  anglaise.
Franco et Ciccio entrés dans le milieu réussissent à éviter la guerre mondiale menée par le gang Goldginger, avant de retourner dans leur pays.

## Fiche technique
Sauf indication contraire, les informations mentionnées dans cette section peuvent être confirmées par la base de données cinématographiques IMDb,  présente dans la section « Liens externes ».
- Titre français : Deux Mafiosi contre Goldginger ou Opération Goldginger[2]
- Titre original : Due mafiosi contro Goldginger
- Réalisation : Giorgio Simonelli
- Scénario : Dino Verde (it), Sandro Continenza, Amedeo Sollazzo (it)
- Producteur : Edmondo Amati
- Sociétés de production : Atlântida Cooperativa Cinematografica, Fida Cinematografica, Producciones Benito Perojo, Época Films S.A.
- Photographie :	Isidoro Goldberger, Juan Ruiz Romero
- Montage : Franco Fraticelli
- Effets spéciaux : Eugenio Ascani
- Musique : Angelo Francesco Lavagnino, Piero Umiliani
- Pays de production :  Italie,  Espagne
- Langue : italien
- Décor : Ramiro Gómez
- Format : 2,35 : 1
- Durée : 93 min
- Genre : comédie
- Date de sortie :
  - Italie : 15 octobre 1965
  - France : 3 juin 1966[2]

## Distribution
- Franco Franchi : Franco Pecora
- Ciccio Ingrassia : Ciccio Pecora
- Gloria Paul : Marlene
- Fernando Rey : Goldginger
- Andrea Bosic : Colonel Herrman
- Luis Peña : Goldsnake
- Alfredo Mayo : automobiliste efféminé
- Dakar : Molok
- George Hilton : Agent 007
- Bluebell Girls :
- Rosalba Neri :
- Lino Banfi : Policier français